# Juan Carlos Paniagua Prieto
Juan Carlos Paniagua Prieto (Navalmoral de la Mata, Cáceres, 20 de marzo de 1966), conocido deportivamente como Paniagua, es un exfutbolista español que jugaba como delantero en el SD Compostela de Primera División.

## Trayectoria

### Inicios
Formado en la cantera de la Escuela Morala de Fútbol de Navalmoral de la Mata (Cáceres), en 1981 con sólo 15 años se incorpora al Moralo CP B bajo las órdenes de Fernando Gómez, conjunto que militó en 2ª División Extremeña, quedando 6º en liga, la cual ganó el Atalaya. A pesar de su corta edad, destacó junto a su compañero de equipo Tito. 
La temporada siguiente volvió a crearse el Moralo CP Juvenil, inexistente el año anterior, por lo que Paniagua formó parte de su plantilla, quedando subcampeones de la 2ª División Extremeña Juvenil al perder el partido transcendental ante el CF Jaraíz por 1 gol a 0. A pesar de ello, alternó con el Moralo B, quedando clasificados en 11.ª posición. 
La temporada 83/84 jugó partidos con el equipo B y con el equipo C, en 2ª y 3ª División Extremeña, respectivamente. El joven jugador despuntó en el Moralo CP B, con el que consiguió un magnífico tercer puesto tras ir muchas jornadas líderes, lo que le valió para al año siguiente pasar a formar parte del primer equipo.

### Moralo CP
En la temporada 1984/1985 pasa a formar parte del Moralo CP en Tercera División, equipo entrenado por Juan Ojalvo y compuesto por muchos canteranos. Como datos interesantes, el equipo estuvo nueve jornadas sin perder, siendo el rey del empate con 17 partidos quedando en tablas y finalizando en una meritoria 8ª posición. Paniagua jugó 33 partidos y marcó 2 goles.
En el verano de 1985 comenzó la pretemporada de su segundo año en el primer equipo, con el firme objetivo de consolidarse en la categoría. Finalmente el equipo quedó 6º en la tabla, clasificándose así para disputar la Copa del Rey la temporada siguiente. Además, cabe destacar, que consiguieron llegar a la final de la primera edición de la Copa Autonómica, la cual disputaron ante el CF Extremadura, cayendo derrotados ante los almendralejenses. El joven delantero cuajó la que fue su mejor temporada con el conjunto verde, jugando 30 partidos y consiguiendo anotar 10 goles.
La temporada 1986/1987 el club mueve ficha haciéndose con los servicios de varios jugadores, por lo que la competencia se incrementó para el joven jugador, llegando a disputar únicamente 12 partidos, marcando 2 goles. El 17 de septiembre de 1986, el Moralo CP hizo su debut en Copa del Rey, perdiendo por 1 gol a 0 ante el CD Don Benito. A medida que avanzaba la temporada, el objetivo de igualar la sexta plaza del año anterior se veía cada vez más lejos, pero una estupenda racha de 7 partidos invictos hizo que consiguieran la tan ansiada clasificación para la Copa del Rey de nuevo.
Su última temporada en el equipo de su pueblo, fue la definitiva para dar ese saltó de madurez que le faltaba. En septiembre del 1987 perdieron en la prórroga la primera eliminatoria de Copa del Rey ante el CP Sanvicenteño por 3 goles a 2, disputando sus primeros minutos en la competición copera. Llegó a ser el jugador de la plantilla que más partidos jugó, un total de 37, ello sumado a los 9 dianas que marcó, sirvieron al equipo para quedar en un extreordinario 4º puesto. Su magnífica temporada hizo que el CP Cacereño, se fijará en él y le fichara para su nuevo proyecto.

### CP Cacereño (1ª Etapa)
En julio de 1988, el CP Cacereño se hace con sus servicios. El joven delantero mostró su ímpetu desde el principio, lo que le permitió ganarse el respeto de todos sus compañeros a pesar de tener sólo 22 años. Quedarían clasificados en tercer lugar con 62 puntos. Al final de temporada decide cambiar de aires, era sólo un hasta luego, pero él aún no lo sabía.

### CF Extremadura
Los azulgranas se quedaron con la miel en los labios la temporada anterior al no poder conseguir el ascenso a la división de bronce del fútbol español, por lo que en el verano de 1989 apostaron por jóvenes promesas del fútbol extremeño, y entre ellas estaba Paniagua. Fue una temporada muy dura, debido a la fuerte rivalidad que mantuvieron con el CP Cacereño, llegando a decidirse todo en el último partido frente a ellos, siendo Paniagua el que dio la asistencia a Paco Miranda, para que este marcara el gol del ascenso a Segunda División B. El delantero moralo jugó todos los partidos de liga, consiguiendo marcar 22 goles, era el primer título y el primer ascenso del jugador moralo.
El 2 de septiembre de 1990, Paniagua debuta en Segunda División B, en nada y nada menos que en un derbi ante el CP Mérida en el Estadio Romano, cayendo derrotados por 2 goles a 0. Su primer gol en dicha categoría llegaría en la siguiente jornada ante el Granada CF, fue la primera de las 12 dianas que marcó en los 42 partidos que jugó, un buen dato para un debutante en la categoría. Finalmente quedaron clasificados en el puesto 14º, perdiendo en la segunda ronda de la Copa del Rey ante el Club Deportivo Badajoz.

### CD Toledo
En la temporada 91/92 ficha por el CD Toledo de Tercera División, parecía un paso atrás en su carrera, pero en realidad fue la decisión que le permitió hacer historia en el fútbol español, llegando a debutar en el fútbol profesional, siendo considerado por muchos aficionados toledanos como el mejor delantero de su historia. En esta primera temporada quedó campeón y consiguió el ascenso de nuevo a la Segunda División B.
La campaña siguiente consiguen un espectacular tercer puesto en liga y termina de explotar todo su potencial, marca 19 goles en los 40 partidos que jugó, 4 de ellos en los playoffs de ascenso a la Segunda División, logrando el ascenso a la división de plata. El Estadio Salto del Caballo caía rendido a sus pies.
El 5 de septiembre del 1993, Paniagua debutaba en el fútbol profesional, fue en el Estadio El Vivero ante el CD Badajoz, siendo derrotados por 2 goles a 0. Su primer gol en Segunda División y el primer gol del CD Toledo en dicha categoría, llegaría siete días después ante el Real Murcia, fue en el minuto 42. En un par de temporadas habían conseguido un par de ascensos, no hay dos sin tres pensaron, todo iba perfectamente encarrilado al quedar en 4º lugar en liga y ganar el primer partido de los playoffs de ascenso a Primera División con gol suyo, pero todo se desbarató en el Estadio José Zorrilla donde el Real Valladolid CF le endosó cuatro goles. Los 17 goles que marcó esa temporada, hizo que muchos equipos de Primera División se fijaran en él.

### SD Compostela
El conjunto gallego fue la opción que eligió el delantero moralo para dar el salto a la mejor liga del mundo, convirtiéndose así en el segundo futbolista nacido en Navalmoral de la Mata en debutar en Primera División, tras Florentino López. El objetivo del equipo recién ascendido era claro, la permanencia, consiguiéndola en la última jornada. Paniagua debutó en Primera División el 9 de octubre de 1994 ante el RC Celta de Vigo, jugó 13 partidos, de los cuales en 4 fue titular, consiguiendo anotar un solo gol ante el Real Oviedo en Copa del Rey. 
Su primer gol en Primera División llegaría en el Estadio Romano el 4 de febrero de 1996 ante el CP Mérida. En esta temporada marcaría otro gol en el Estadio Carlos Belmonte, y jugaría 19 partidos, quedando clasificados en 10.ª posición.

### UD Almería
La temporada 96/97 jugaría en las filas del conjunto almeriense en la división de plata, era la categoría que más se ajustaba a su perfil como jugador, y así lo demostró un año más anotando 17 goles en los 39 partidos que jugó, siendo el máximo goleador del conjunto rojiblanco, no pudiendo conseguir la permanencia, teniendo que afrontar su primer descenso sobre el césped del Estadio Municipal Juan Rojas.

### UD Levante
Superada la treintena, Paniagua fichó por la UD Levante, confirmándose así su decadencia. Disputó 10 partidos y no anotó ninguna diana, era la primera temporada que el futbolista moralo no marcaba. En el mercado de invierno se marchó a la Cultural y Deportiva Leonesa.

### CyD Leonesa
En 1998 ficha por el conjuntó leonés, que aquel año jugaba en Segunda División B, su rendimiento fue exactamente el mismo que con la UD Levante, 10 partidos, 0 goles. A pesar de ello consiguieron finalizar en 4ª posición y jugar los playoffs de ascenso a 2ª División, saliendo victoriosos de los partidos ante los filiales del Real Madrid CF y FC Barcelona, finalmente el Cádiz CF les eliminaría en el Estadio Ramón de Carranza.

### CP Cacereño (2ª Etapa)
Volvería al Estadio Príncipe Felipe una década después, volvía a casa y la ilusión renacía. Ya no era ese joven futbolista que con tanto ímpetu se mostraba sobre el verde, ahora tenía que poner su experiencia al servicio de sus compañeros. Jugó 20 partidos, anotó 2 goles y consiguieron la permanencia, objetivo conseguido.
La temporada siguiente tenían que confirmar lo hecho en la anterior. Su objetivo ya no era meter goles, su sola presencia en el campo intimidaba a sus adversarios, y no solo por sus casi 2 metros de estatura. A falta de 6 jornadas para finalizar la liga, el trabajo parecía hecho, pero una mala racha los condujo de cabeza a la Tercera División de España. Paniagua se marchó al CF Villanovense, pero en 2009 volvería para integrarse en el cuerpo técnico de Ángel Luis Alcázar, consiguiendo llevar a su tan querido CP Cacereño donde merecía estar, la Segunda División B.

### CF Villanovense
La campaña 2000/2001 fue la última en su trayectoria deportiva como futbolista. Jugó en el CF Villanovense consiguiendo la 6ª plaza en la Tercera División de España, esa competición donde brilló con luz propia cuando era sólo era un niño, se cerraba el círculo de una brillante carrera.

## Clubes
| Club            | País   | Temporada   |
| --------------- | ------ | ----------- |
| Moralo CP       | España | 1984 - 1988 |
| CP Cacereño     | España | 1988 - 1989 |
| CF Extremadura  | España | 1989 - 1991 |
| CD Toledo       | España | 1991 - 1994 |
| SD Compostela   | España | 1994 - 1996 |
| UD Almería      | España | 1996 - 1997 |
| UD Levante      | España | 1997 - 1998 |
| CyD Leonesa     | España | 1997 - 1998 |
| CP Cacereño     | España | 1998 - 2000 |
| CF Villanovense | España | 2000 - 2001 |

## Palmarés

### Títulos nacionales
| Título           | Club           | País   | Año  |
| ---------------- | -------------- | ------ | ---- |
| Tercera División | CF Extremadura | España | 1990 |
| Tercera División | CD Toledo      | España | 1992 |